# Cargo (группа)
Cargo — румынская хеви-метал-группа, основанная в 1985 году в городе Тимишоара.

## История
Несмотря на то, что основана группа была ещё в 1985 году, окончательный состав сложился только к 1995 году. В него вошли: Адриан Бэрар (гитара/вокал), Овидий «Кемпес» Ионку (вокал), Кристиан Пуп (клавишные), Алин Ачим (бас-гитара), Тави Пилан (ударные). В этом составе была записана большая часть альбомов группы. В 1995 году Ионку попал в серьёзную мотоциклетную аварию и был временно заменён Адрианом Игришаном. Ситуация повторилась и в 2003 году, с той лишь разницей, что замена была уже окончательной.

## Текущий состав
- Адриан Игришан — вокал
- Адриан Бэрар — гитара/вокал
- Октавиан Пилан — ударные
- Кристиан Пуп — клавишные
- Мирэл Кумпанас — бас-гитара

## Дискография

### Альбомы
- Povestiri din garã — 1992
- Destin — 1995
- Colinde şi obiceiuri de iarnã — 1996,
- Ziua vrãjitoarelor — 1998
- Colinde — 2000
- Spiritus Sanctus — 2003
- XXII — 2007

### Другие релизы
- 1989 — 1989
- Brigadierii — 1989
- Buletin de știri — 1989
- Doi prieteni/Ana — 1990
- Capra/Lui — 1995
- Clasa muncitoare & Batacanda — 1996
- Steaua & Urare/Bucuria Crăciunului — 1997
- Cântecul Paștelui — 1998, видео
- Bagă-ți mințile-n cap — 2000
- Mama — 2000, видео
- Dacă ploaia s-ar opri — 2003, видео
- Nu pot trăi fără tine — 2004, видео
- Ca o stea — 2007, видео